# German Juniors 1993
Das German Juniors 1993 im Badminton fand vom 19. bis zum 21. März 1993 in der Sporthalle an der Berufsschule in Bottrop statt. Bottrop war damit nach 1991 und 1992 zum dritten Mal Ausrichter der Titelkämpfe. Es war die zehnte Austragung des bedeutendsten internationalen Juniorenwettbewerbs in Deutschland. Veranstalter war der Deutsche Badminton-Verband. Das Turnier trug 1993 die vollständige Bezeichnung 10. Tecno Pro German Open U18.

## Sieger und Platzierte
| Disziplin    | Gold                             | Silber                          | Bronze                             |
| ------------ | -------------------------------- | ------------------------------- | ---------------------------------- |
| Herreneinzel | Budi Santoso                     | Tedjosantoso                    | Thomas Søgaard                     |
| Herreneinzel | Budi Santoso                     | Tedjosantoso                    | Steven Isaac                       |
| Dameneinzel  | Mia Audina                       | Ita Ardwiantini                 | Michelle Rasmussen                 |
| Dameneinzel  | Mia Audina                       | Ita Ardwiantini                 | Brenda Conijn                      |
| Herrendoppel | Thomas Søgaard Thomas Stavngaard | Budi Santoso Sigit Budiarto     | Svetoslav Stoyanov Mihail Popov    |
| Herrendoppel | Thomas Søgaard Thomas Stavngaard | Budi Santoso Sigit Budiarto     | Steven Isaac Jim Ronny Andersen    |
| Damendoppel  | Indarti Issolina Emma Ermawati   | Majken Vange Michelle Rasmussen | Nicole Grether Sandra Beißel       |
| Mixed        | Thomas Stavngaard Sara Runesten  | Lee Boosey Sarah Hardaker       | Svetoslav Stoyanov Rayna Tzvetkova |
| Mixed        | Thomas Stavngaard Sara Runesten  | Lee Boosey Sarah Hardaker       | Tjitte Weistra Bianca Hilberink    |